# Hannibal Buress
Hannibal Buress (/ˈhænᵻbəl ˈbʌrᵻs/; nascido em 4 de fevereiro de 1983) é um senhorio, comediante stand-up, ator, redator e produtor norte-americano. Nascido e crescido no bairro Austin de Chicago, Illinois, Buress ingressou na carreira de comédia no final de 2009, ganhando reconhecimento notório após ser destaque em The Awkward Comedy (A comédia estranha), do Comedy Central, ao lado de vários outros comediantes. Isto permitiu Buress lançar seu primeiro álbum de comédia, My Name is Hannibal, em 2010.
Após ter deixado o Saturday Night Live como redator, devido a ter um único roteiro que foi ao ar durante um ano civil, Buress começou a escrever para 30 Rock, recebendo elogios da crítica como parte da equipe de roteiros, a qual culminou na vitória do prêmio Emmy. Apesar de apenas escrever uma única temporada para o programa, Buress trabalhou para lançar seu segundo álbum, Animal Furnace, que posteriormente foi ao ar na Central Comedy em 2012. Seguindo o sucesso crítico e comercial de Animal Furnace, Buress passou a caracterizar em várias especialidades para Comedy Central, também estrelando em Neighbors, The Secret Life of Pets e Baywatch. Buress atualmente interpreta Lincoln Rice em Broad City, além de estando como regular no The Eric Andre Show.